# Хоккейный клуб «Локомотив» в сезоне 2010/2011
Хоккейный клуб «Локомотив» (Ярославль) в сезоне 2010/2011 выступал в Континентальной хоккейной лиге в Западной конференции в дивизионе Тарасова. По итогам регулярного сезона стал первым в дивизионе Тарасова и Западной Конференции. По итогам плей-офф занял третье итоговое место и завоевал бронзовые медали Континентальной хоккейной лиги.

## Обзор сезона
По итогам предыдущего сезона «Локомотив» занял 4-е место в КХЛ.
В сезоне 2010/2011 чемпионата КХЛ перед командой была поставлена самая высокая задача — взять Кубок Гагарина: «Локомотив» до этого трижды становился обладателем золотых медалей (1997, 2002, 2003), а также имеет несколько серебряных и бронзовых наград Чемпионата России. Хоккейными обозревателями «Локомотив» также назывался одним из главных фаворитов. Символично было и то, что «железнодорожников» возглавил легендарный «пан Вуйтек», приводивший команду к победе в 2002 и 2003 годах.
По итогам регулярного чемпионата ярославцы заняли третье место по очкам среди всех команд, уступив «Авангарду» и «Салавату Юлаеву», но при этом стали лучшими в Западной конференции. В плей-офф «Локомотив» добрался до полуфинала чемпионата (финала конференции), в неожиданно для многих упорной борьбе преодолев минское и рижское «Динамо», где потерпел тяжёлое поражение от не считавшегося фаворитом «Атланта». В итоге «железнодорожники» оказались на третьем месте — после «Салавата Юлаева» и «Атланта», так как другая остановившаяся на полуфинале команда — магнитогорский «Металлург» — набрала в регулярном чемпионате меньше очков; это четвёртая бронза в истории клуба.
Главной причиной неудач «Локомотива» следует назвать посредственную игру в обороне. Многие игроки линии обороны действовали ненадёжно, и их игра в плей-офф отличалась в худшую сторону от игры в регулярном чемпионате (в частности, защитников Алексея Васильева, Сергея Жукова, Александра Гуськова). К примеру Александр Гуськов, как и подавляющее большинство атакующих защитников, менее надёжно играет непосредственно в обороне, но при этом в регулярном чемпионате сезона 2010/2011 забил 19 шайб (при этом подавляющее большинство было забито при реализации лишнего), а в играх навылет он отметился лишь четырьмя результативными передачами). Также не лучшим образом действовала вратарская бригада, не было стабильности в игре вратарей (в частности, основного вратаря Дмитрия Кочнева), не оправдавшиеся в плей-офф надежды на игру нападающих (в частности, Йори Лехтеря), а также, невыразительная игра в серии плей-офф с Атлантом лидеров Локомотива (Йозефа Вашичека и Павола Демитры), а также отсутствие взаимопонимания и стабильности игры.

## Драфт юниоров
Выбор «Локомотива»
| Р | Н   | Игрок              | Гражданство | Гр   | Амп | Исходный клуб |
| - | --- | ------------------ | ----------- | ---- | --- | ------------- |
| 1 | 6   | Алексей Шубин      | Россия      | 1993 | Нап | Локомотив-93  |
| 1 | 7   | Алексей Шамин      | Россия      | 1993 | Нап | Локомотив-93  |
| 1 | 17  | Адам Ларссон       | Швеция      | 1992 | Защ | Шеллефтео     |
| 2 | 36  | Кирилл Капустин    | Россия      | 1993 | Нап | Локомотив-93  |
| 2 | 38  | Максим Шувалов     | Россия      | 1993 | Защ | Локомотив-93  |
| 2 | 42  | Олег Мисюль        | Россия      | 1993 | Защ | Локомотив-93  |
| 3 | 67  | Владислав Воробьев | Россия      | 1993 | Нап | Локомотив-93  |
| 4 | 95  | Роман Йоси         | Швейцария   | 1990 | Защ |               |
| 5 | 113 | Денис Гусев        | Россия      | 1993 | Защ |               |
| 6 | 129 | Мика Зибанежад     | Швеция      | 1993 | Нап |               |
| 7 | 155 | Джерри Д’Амиго     | США         | 1991 | Нап |               |

## Переходы в межсезонье
| Поз. | Игрок             | Прежний клуб   |
| ---- | ----------------- | -------------- |
| Гт   | Кай Суйкканен     | ТПС            |
| Тр   | Яри Каарела       | ХПК            |
| Вр   | / Дмитрий Кочнев  | Спартак        |
| Защ  | Карел Рахунек     | Динамо         |
| Защ  | Марат Калимулин   | Лада           |
| Нап  | Павол Демитра     | Ванкувер (НХЛ) |
| Нап  | Александр Королюк | СКА            |
| Нап  | Йори Лехтеря      | Таппара        |
| Нап  | Артём Ярчук       | Южный Урал     |
| Нап  | Сергей Остапчук   | Хаскис         |

| Поз. | Игрок               | Новый клуб       |
| ---- | ------------------- | ---------------- |
| Гт   | Пётр Ильич Воробьёв | без контракта    |
| Вр   | Георгий Гелашвили   | Металлург Мг     |
| Вр   | Сергей Гайдученко   | ЦСКА             |
| Защ  | Виталий Вишневский  | СКА              |
| Защ  | Евгений Нурисламов  | Атлант           |
| Защ  | Алексей Швалёв      | ХПК              |
| Нап  | Збынек Иргл         | Атлант           |
| Нап  | Игорь Королёв       | завершил карьеру |
| Нап  | Константин Макаров  | Амур             |
| Нап  | Рихард Зедник       | без контракта    |
| Нап  | Дмитрий Афанасенков | без контракта    |